# Fort Richelieu
Fort Richelieu fue un fuerte ubicado en la confluencia del río Richelieu y el río San Lorenzo durante el siglo XVII. Actualmente, en el área donde se erigió el fuerte se halla un monumento con placa conmemorativa, en la ciudad de Sorel, en Quebec.

## Topónimo
Su nombre fue dado en honor del cardenal de Richelieu (1585-1642), ministro de Luis XIII. También el río fue llamado Richelieu en honor del cardenal.

## Historia
En el 13 de agosto de 1642, 40 hombres llegaron a la desembocadura de un río, al que llamaron como Richelieu, en honor al primer ministro del rey. Decidieron construir un fuerte en la isla Sainte-Croix. Fue establecido por el gobernador de Nueva Francia, Charles de Montmagny, como una posición estratégica contra los iroqueses con quienes había una guerra desde el año anterior.
El 20 de agosto de ese año, más de 300 guerreros iroqueses atacaron el fuerte mientras estaba en construcción. Las tropas estaban principalmente formados por mohawks armados del sur del lago Champlain. El ataque mohawks fue rechazado, un francés murió y algunos quedaron heridos.
Debido a la escasa milicia de la colonia de Canadá, la guarnición fue reducida a diez hombres. Tal fue la situación que los franceses abandonaron el fuerte en 1646. En 1647 los Mohawks encontraron el fuerte abandonado e incendiaron los restos. Los mohawks atacarán a los franceses y sus aliados nativos americanos en la región de Trois-Rivières, Montreal, Tadoussac y la península gaspesiana.
En octubre de 1665, Sr. Jacques de Chambly, capitán del regimiento de Carignan-Salières, pidió a Pierre de Saurel, que también era capitán, que reconstruyera el fuerte Richelieu, antes de descender del Richelieu y hacia el sur del lago Champlain. 
El fuerte fue reconstruido. En 1667, el comandante de Saurel, Alexis Prouville de Tracy, recomendó asignarle la tierra cercana a Saurel. Con el tiempo, el fuerte empezó a llamarse Fort Sorel.
Luego de la guerra de los siete años, en 1763, Francia pasa Canadá, y con ello, el fuerte, a manos británicas. De 1788 a 1796 hay pocos documentos que se relacionen con el señorío. Esto se explica porque los registros se  perdieron en el hundimiento de la fragata "Active" en Anticosti. Parece que el fuerte desapareció algo antes de ese periodo. Actualmente, en el lugar donde se erigía el fuerte se encuentra un hito con una placa conmemorativa.
El fuerte fue designado Sitio Histórico Nacional de Canadá en 1923

## Fuertes del río Richelieu
Fort Richelieu es uno de una serie de fuertes construidos a lo largo del río Richelieu para proteger esta vía.
Los otros fuertes son:
- Fort Chambly anteriormente conocido como Fort St. Louis en Chambly
- Fort Saint-Jean y Fort Sainte-Thérèse en Saint-Jean-sur-Richelieu
- Fort Sainte Anne (Vermont) en Isle La Motte, Vermont en el lago Champlain

## Apéndices

### Artículos relacionados
- Lista de fuertes en Nueva Francia